# Вогель, Ярослав
Ярослав Вогель (чеш. Jaroslav Vogel, также Фогель; 11 января 1894, Пльзень — 2 февраля 1970, Прага) — чешский дирижёр, композитор и музыковед
.

## Деятельность
Сын юриста Карела Вогеля, музыканта-любителя. Ещё в школьные годы брал уроки у Отакара Шевчика. В 1910 г. учился в Мюнхенской высшей школе музыки у своего дяди Виктора Глута, затем совершенствовался под руководством Витезслава Новака, посещал также композиторский курс Венсана д’Энди в Париже. Начинал работать репетитором в пражском Национальном театре, затем работал в Пльзеньской опере. В 1927—1943 годах возглавлял Остравскую оперу; одновременно учредил в городе традицию симфонических концертов силами своего оперного оркестра, а в 1947 году вернулся в Остраву, чтобы продирижировать Ленинградской симфонией Дмитрия Шостаковича. В послевоенные годы вновь работал в Национальном театре, в 1959—1962 годах главный дирижёр Филармонического оркестра Брно.
Вогель был известен как специалист по творчеству двух композиторов: Рихарда Вагнера и Леоша Яначека. В 1948 году он опубликовал первую значительную монографию о Яначеке. Основу собственного композиторского наследия Вогеля составляют четыре оперы, из которых наиболее известна «Гайавата», по мотивам одноимённой поэмы Генри Лонгфелло, написанная в 1965 году и поставленная уже после смерти Вогеля в 1974 году. в Остравской опере, с которой он был много лет связан.